# Sten Geijer

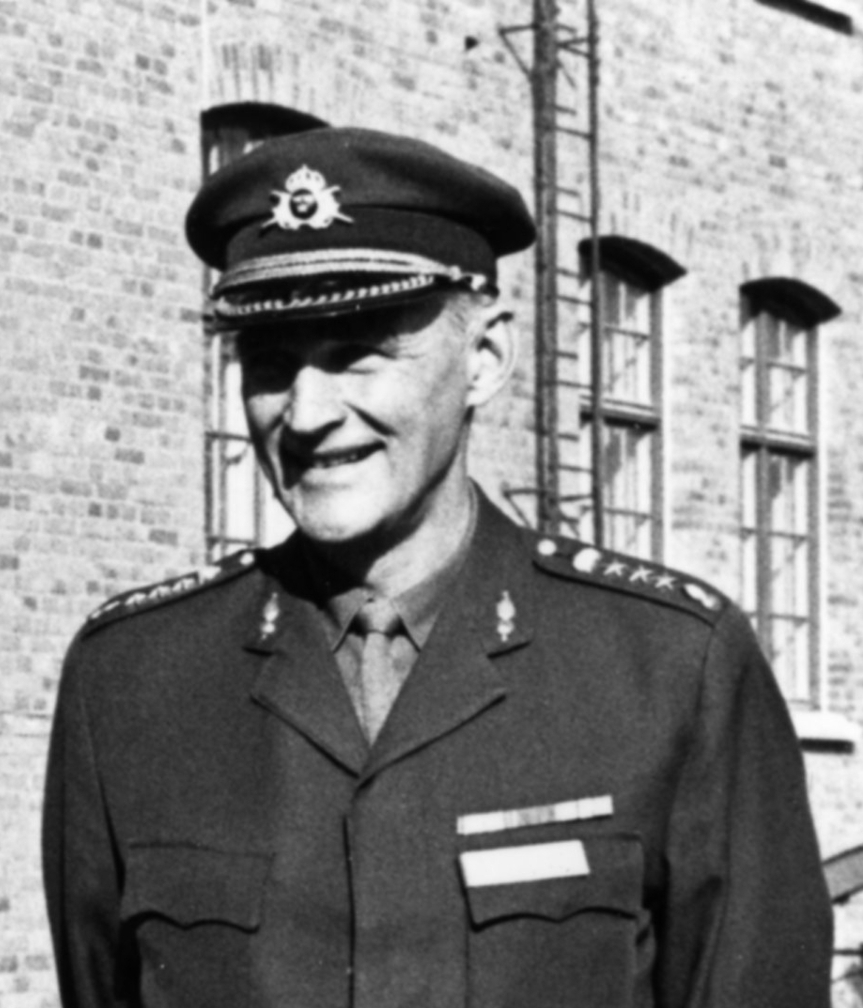
Sten Geijer, 1978.

Sten Geijer, född den 28 december 1919 i Hammarö församling, Värmlands län, död den 24 oktober 2003 i Jönköping, var en svensk militär. 
Geijer blev fänrik vid Bodens artilleriregemente 1941, löjtnant där 1943 och vid Bergslagens artilleriregemente 1944. Han genomgick Artilleri- och ingenjörhögskolans högre kurs 1947 och blev kapten vid regementet 1949, vid generalstabskåren 1950 och vid Wendes artilleriregemente 1957 samt major vid Bodens artilleriregemente 1960. Geijer befordrades till överstelöjtnant vid sistnämnda regemente 1963, vid Gotlands artilleriregemente 1965, och till överste 1966. Han var stabschef vid artilleriinspektionen 1960–1963, chef för arméstabens flygavdelning 1963–1865, chef för svenska Cypernbataljonen 1965, chef för Artilleri- och ingenjörofficersskolan 1966–1972, försvarsattaché i Washington och Ottawa 1972–1976 samt chef för Smålands artilleriregemente 1976–1980. Geijer blev riddare av Svärdsorden 1960 och kommendör av samma orden 1973. Han vilar på Dunkehalla kyrkogård i Jönköping.
Sten Geijer var son till Christian Geijer.